# بيلار كاسترو
بيلار كاسترو (بالإسبانية: Pilar Castro)‏ هي راقصة وممثلة إسبانية، ولدت في 12 أكتوبر 1970 بمدريد في إسبانيا.

## وصلات خارجية
- بيلار كاسترو على موقع IMDb (الإنجليزية)
- بيلار كاسترو على موقع ألو سيني (الفرنسية)
- بيلار كاسترو على موقع أول موفي (الإنجليزية)
- بيلار كاسترو على موقع ديسكوغز (الإنجليزية)
- بيلار كاسترو على موقع قاعدة بيانات الفيلم (الإنجليزية)
- بيلار كاسترو على موقع كينوبويسك (الروسية)